# Caso Katzenberger
El Caso Katzenberger fue un notorio juicio bajo las leyes del Régimen Nazi en Alemania. Un empresario judío prominente en la comunidad de Núremberg, Lehmann (Leo) Katzenberger, fue acusado de tener una relación amorosa con una joven "de raza aria", hecho que lo llevó a ser sentenciado a muerte el 14 de marzo de 1942. El juez de aquel juicio, más tarde fue procesado en los Juicios de Núremberg y condenado a cadena perpetua. El caso y la condena del juez nazi fueron abordados por el guion de la película de 1961 "Judgment at Nuremberg" (en España ¿Vencedores o vencidos? en Hispanoamérica, El juicio de Núremberg o Juicio en Nuremberg).

## Circunstancias
Junto con sus dos hermanos, Leo Katzenberger (nacido el 28 de noviembre de 1873 en Maßbach próximo a Bad Kissingen) era propietario de una gran tienda de calzados y de una red de ventas que se esparcía por el sudeste de Alemania. Como un prominente miembro de la comunidad judía de Núremberg, en 1939 fue el principal dirigente de la Organización Cultural Judía de esta ciudad. Tenía una antigua amistad con una joven fotógrafa, Irene Seiler (después Scheffler), que había alquilado habitaciones en su bloque de apartamentos (desde 1932) que quedaban cerca de su oficina de trabajo.  Se escucharon cotilleos durante años sobre un eventual romance entre Seiler y Katzenberger.

## Juicio

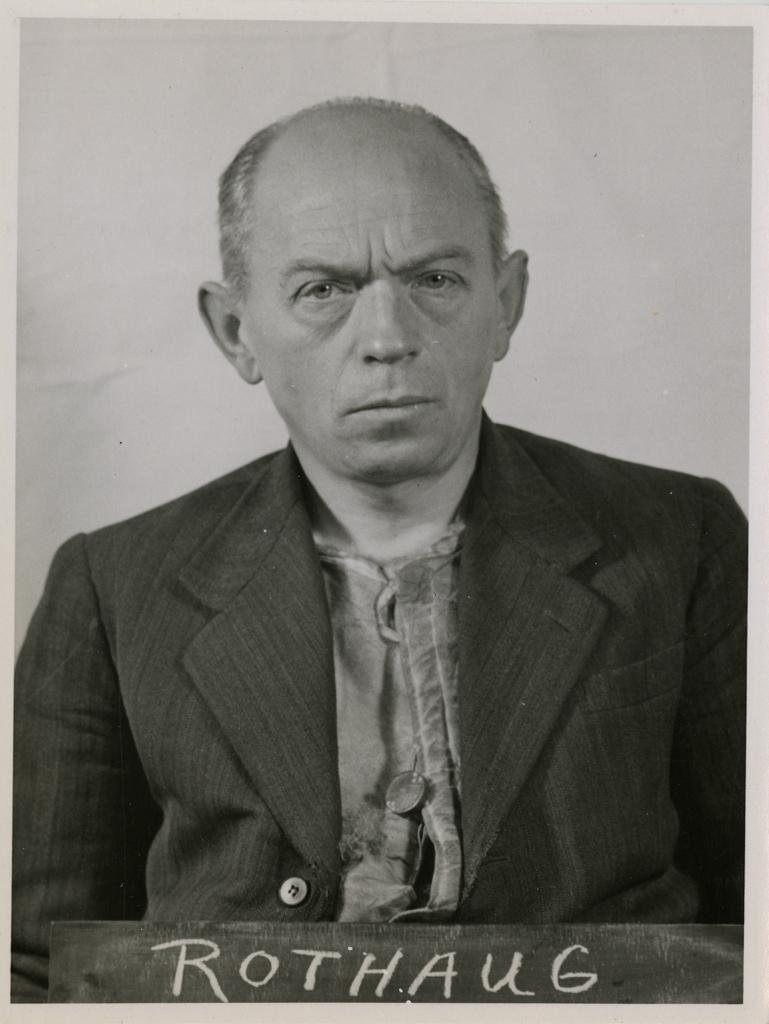
Oswald Rothaug en la época de su juicio por crímenes de guerra (1947).

Katzenberger acabó siendo denunciado a las autoridades y fue detenido el 18 de marzo de 1941 bajo la acusación de desobediencia a la Rassenschutzgesetz o Ley de Protección Racial, una de las leyes municipales de Núremberg, que consideraba como crimen que judíos y no judíos mantuvieran relaciones sexuales. Leo Katzenberger negó las acusaciones, al igual que hizo Irene Seiler, que declaró que las relaciones mantenidas por los dos eran como si fueran padre e hija. El tribunal inicialmente consideró que había pocas pruebas para proceder con la denuncia.
El caso, sin embargo, atraería la atención de Oswald Rothaug, un juez conocido por su severidad y apoyo ferviente al nazismo, que ordenó que los autos pasaran a sus manos. Oswald percibió la publicidad que el juicio podría tener y el impulso que daría a su carrera (mostrando sus credenciales nazis) si condenara al reo judío.
Ninguna prueba definitiva fue presentada y la sentencia normal sería prisión por varios años. Sin embargo, la Volkschädlingsgesetz (ley marcial) estaba en vigor y bastó un simple testimonio sobre Katzenberger que aseguraba que había sido visto dejando el apartamento de Seiler "cuando ya estaba oscuro" para que Rothaug aplicara la pena de muerte contra él.

## Consecuencias
Leo Katzenberger fue guillotinado en la Prisión Stadelheim en Múnich el día 2 de junio de 1942. Irene Seiler fue considerada culpable por perjurio cuando negó la relación y fue condenada a dos años de detención (las mujeres no podían ser encuadradas en la Ley de Protección Racial).
Oswald Rothaug fue trasladado para un cargo de fiscal en Berlín en 1943, no habiendo conseguido llegar a Juez como quería. En 1947 fue procesado por los americanos, principalmente por su papel en el caso Katzenberger, y sentenciado a cadena perpetua. Quedó libre en diciembre de 1956, a los 59 años de edad. Murió en Colonia, en 1967.
El caso Katzenberger es señalado como un episodio del extremo antisemitismo en la Alemania Nazi y de su distorsionado sistema judicial. La película de Hollywood "Judgment at Nuremberg" (en España ¿Vencedores o vencidos? en Hispanoamérica, El juicio de Núremberg o Juicio en Nuremberg) se basó vagamente en ese caso, con Spencer Tracy interpretando al juez americano que presidió el juicio y Judy Garland, nominada al Óscar por su actuación como una mujer inspirada en Seiler.